# Sara Fürstenau
Sara Fürstenau (* 1967) ist eine deutsche Bildungsforscherin und Hochschullehrerin.

## Leben
Nach der Promotion 2002 am Fachbereich Erziehungswissenschaft der Universität Hamburg bei Ingrid Gogolin war sie von 2002 bis 2009 wissenschaftliche Assistentin (C 1) am Fachbereich Erziehungswissenschaft der Universität Hamburg, Sektion Allgemeine, Interkulturelle und International Vergleichende Erziehungswissenschaft und von 2009 bis 2016 Professorin (W 2) für Erziehungswissenschaft mit dem Schwerpunkt Interkulturelle Pädagogik am Institut für Erziehungswissenschaft der Universität Münster. Seit 2016 ist sie Professorin (W 3) für Interkulturelle Bildungsforschung im Fachbereich 1 der Fakultät für Erziehungswissenschaft der Universität Hamburg.

## Schriften (Auswahl)
- mit Ingrid Gogolin und Kutlay Yagmur (Hrsg.): Mehrsprachigkeit in Hamburg. Ergebnisse einer Sprachenerhebung an den Grundschulen in Hamburg. Münster 2003, ISBN 978-3-8309-1252-1.
- Mehrsprachigkeit als Kapital im transnationalen sozialen Raum. Perspektiven portugiesischsprachiger Jugendlicher beim Übergang von der Schule in die Arbeitswelt. Münster 2004, ISBN 3-8309-1267-6.
- (Hg.): Interkulturelle Pädagogik und sprachliche Bildung. Herausforderungen für die Lehrerbildung. Wiesbaden 2012, ISBN 3-531-17937-3.